# Atoyatempan (kommun)
Atoyatempan är en kommun i Mexiko.   Den ligger i delstaten Puebla, i den sydöstra delen av landet, 150 km sydost om huvudstaden Mexico City.
Följande samhällen finns i Atoyatempan:
- Atoyatempan
- Tlacomulco